# 팅크베틀리르
팅크베틀리르(아이슬란드어: Þingvellir [ˈθiŋkˌvɛtlɪr̥])는 아이슬란드의 국립 공원 지역으로, 유네스코 세계유산에도 등록되어 있다.

## 지형
팅크베틀리르 부근은 대서양 중앙 해령의 지상 노출 부분이며, 유라시아 판 동쪽에 북아메리카 판이 서쪽으로 확산되고있다. 인근 도시로는 40km 남서쪽으로 레이캬비크가 있다.

## 역사
930년, 노르웨이에서 이주자에 의해 알팅그라 불리는 민주적인 섬 전체 집회가 개최되었다. 알팅그가 개최 된 곳으로 현재는 국기가 게양되어 있다.
1930년에 국립 공원으로 지정되어 2004년에 세계유산에 등록되었다.